# Алиасы почтовых адресов
Алиас почтового адреса — это адрес электронной почты для пересылки. Если, к примеру, у пользователя имеется адрес user@example.com, а ему необходим адрес info@example.com, то можно этот адрес сделать алиасом к основному, и вся поступающая почта будет собираться в одном почтовом ящике.
Термин алиас расширения иногда используется для обозначения конкретных режимов пересылки электронной почты, подразумевая тем самым более общий смысл термина алиас почтового адреса, то есть адрес, на который направляется сообщение в упрощённом режиме.

## Использование
Алиас электронного адреса может быть создан на почтовом сервере. Каждый алиас email-адреса просто пересылает электронные сообщения на каждый из указанных адресов. Алиасы электронных адресов часто используются для создания псевдонимов для длинных или плохо запоминаемых email-адресов. Алиасы можно также использовать для создания общих почтовых адресов, таких как webmaster@example.com или info@example.com.
В UNIX-подобных системах алиасы почтовых адресов могут быть помещены в файл алиасов и иметь вид:
local-alias-name: adifferentlocaluser, anotherlocaluser, an@external.user.example.com

## Вопросы управления
Сообщение, которое пересылается через алиас почтового адреса, сохраняет исходные данные об отправителе и получателе. Если сообщение является скрытой копией, то получатель может сказать, было ли сообщение передано через алиас, путём анализа заголовка сообщения. Однако стандарт не требует упоминания в заголовке получателя сообщения. Таким образом, получатели сообщений могут быть не в состоянии восстановить, какой, в конечном итоге, адрес электронной почты был использован отправителем для доставки сообщения в почтовый ящик. Решение есть ,надо в почтовом клиенте поставить всем уникальную подпись с данными об отправителе.
Получатели, которые не могут проследить, какие адреса отправителя использовались, не могут попросить отправителя прекратить отправку, так как отправитель, скорее всего, не сможет связать их текущий адрес электронной почты с одним из адресов, используемых для отправки. Даже если пользователи имеют возможность узнать точный адрес, используемый для отправки, их почтовый клиент не может обеспечить удобный способ передать ответ с использованием адреса отправителя. Другими словами, использование алиасов почтовых адресов не является обратимым. Это особенно актуально в ситуации, когда отправитель не даёт надёжного механизма для ответа в теле сообщения. Так, например, информационные сообщения могут быть отправлены списку получателей, что требует значительно меньше ресурсов, чем отправка письма каждому получателю отдельно.